# 爱德华·罗歇-瓦瑟兰
爱德华·罗歇-瓦瑟兰（法語：Édouard Roger-Vasselin，1983年11月28日—），法國男子網球運動員。職業生涯的單打世界最高排名是世界82位。目前世界排名則是90位。

## 外部連結
- 爱德华·罗歇-瓦瑟兰（英文/西班牙文）的官方資料
- 爱德华·罗歇-瓦瑟兰的國際網球總會 職業／青少年 官方資料（英文）
- 爱德华·罗歇-瓦瑟兰的官方資料（英文）
- Vasselin Recent Match Results
- Vasselin World Ranking History